# FOMAらくらくホンIII
FOMA らくらくホン III（フォーマ・らくらくホン・スリー）は、富士通が開発した、NTTドコモの第三世代携帯電話 (FOMA) 端末。らくらくホンシリーズの端末で、FOMA F882iES（フォーマ・エフ はち はち に・アイ・イー エス）のブランド名。型番末尾の ES は Easy Style の略である。

## 概要
デザインは、先代モデルの『らくらくホンII』より薄型（厚さ19.5mm）で持ちやすさが向上し、いつも時刻等を確認出来る大きめのサブディスプレイや、方向キー等の凹凸のはっきりしたボタンと、印字された大きく明快な表記や、液晶画面真下に配された『1,2,3』の数字ショートカットキー（予め登録した電話番号にかけられる）等、万人への使いやすさを最優先したらくらくホンシリーズの特徴を継承している。
この機種の文字表示には、モリサワの携帯電話用軽量アウトラインフォントシリーズ、KeiType（ケイタイプ）の1つ、『教科書ICA M』（明朝体系）が搭載されており、初期設定時のゴシック体系フォントと切り替えて使用出来る。日本語変換ソフトはATOKを採用。
また、この機種はシリーズで初めて、メガピクセルカメラ（130万画素CMOSイメージセンサ搭載）とminiSDの外部メモリーに対応。その他、拡大鏡機能や、文字変換候補やバーコード情報などの読み上げ機能、手書き文字を画像としてメールで送信出来る機能に対応。また、内蔵された2種類のマイクで通話時に自動で周りの騒音を測定し、除去する機能を初めて搭載した。そのほか、着うた・着モーション・歩数計機能・ワンタッチアラーム（作動に連動して電話発信も出来る）に対応。インターネット関連では、iモードとiチャネルに対応しているが、iアプリには対応していない。
カラーバリエーションは当初ゴールド、ピンク、ブラックの三種類だったが、2007年4月20日にレッドが追加された。

## 歴史
- 2006年6月19日：技術基準適合証明 (TELEC) 通過
- 2006年6月20日：電気通信端末機器審査協会 (JATE) 通過
- 2006年7月26日：開発を発表。
- 2006年9月1日：発売開始。
- 2007年4月20日：新色のレッドを追加。
- 2008年3月17日：SoftBank 821Tが本機の類似品だとして訴訟問題が発生。
- 2009年4月15日：上記の訴訟問題が和解（和解内容は非公開）。

## 不具合
- NTTドコモ及び富士通より、特に報告はない。